# Hannah Rigby
Hannah Rigby, född 1794, död 1853, var en australiensisk straffånge och affärsidkare. 
Hon var till yrket sömmerska och broderikonstnär. Hon deporterades till Australien för stöld 1821, men hennes förvisning på sju år upprepades 1831 och 1837 då hon upprepaged gånger greps för stöld och förvisades till fångkolonin Brisbane, och hon är känd för att ha tjänat ut tre sjuåriga fångstraff för stöld efter varandra. 